# Moscow (Idaho)
Moscow es una ciudad ubicada en el condado de Latah en el estado estadounidense de Idaho. En el Censo de 2020 tenía una población de 25.435 habitantes y una densidad poblacional de 1432,95 personas por km². Se encuentra en el Mango de Idaho, junto a la frontera con Washington y es la sede de la Universidad de Idaho, la Universidad de concesión de tierras más grande del estado y también una importante Universidad de Investigación. Su población está formada en un 80% por estudiantes. No obstante, aunque la universidad sea el principal creador de empleo de la ciudad, Moscow también funciona como centro agrícola y comercial de la región de Palouse.

## Geografía
Moscow se encuentra ubicada en las coordenadas 46°43′50″N 116°59′56″O / 46.73056, -116.99889. Según la Oficina del Censo de los Estados Unidos, Moscow tiene una superficie total de 17.75 km², de la cual 17.74 km² corresponden a tierra firme y (0.04%) 0.01 km² es agua.

## Demografía
Según el censo de 2020, había 25.435 personas residiendo en Moscow. La densidad de población era de 1.432,95 hab./km². Según los datos del censo previo de 2010, la población de Moscow estaba compuesta en un 90.9% por blancos, el 1.14% eran afroamericanos, el 0.64% eran amerindios, el 3.06% eran asiáticos, el 0.17% eran isleños del Pacífico, el 1.42% pertenecían a otras razas y el 2.72% se identificaban con dos o más razas. Del total de la población el 0% eran hispanos o latinos de cualquier raza.

## Educación
Moscow alberga la sede de la Universidad de Idaho, en la cual estudian más de 12.000 estudiantes de pregrado y posgrado